# North Field (Tinian)

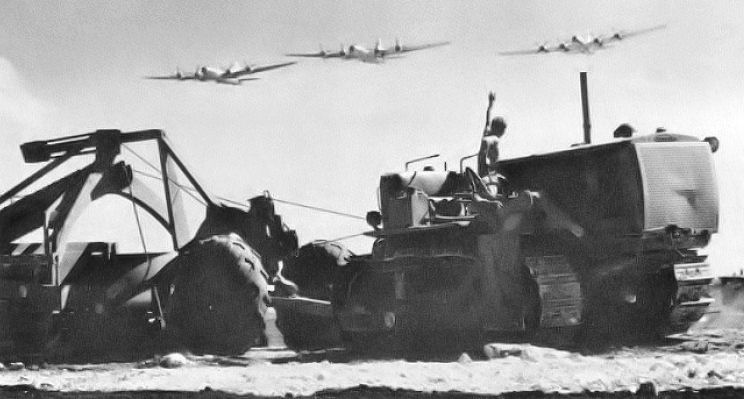
Seabees van de US Navy landen op Tinian

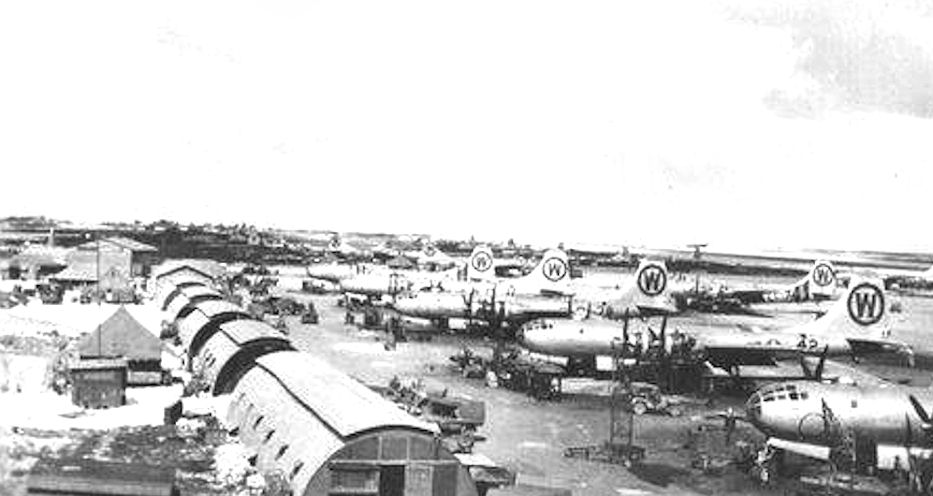
B-29’s van de 505th Bombardement Group

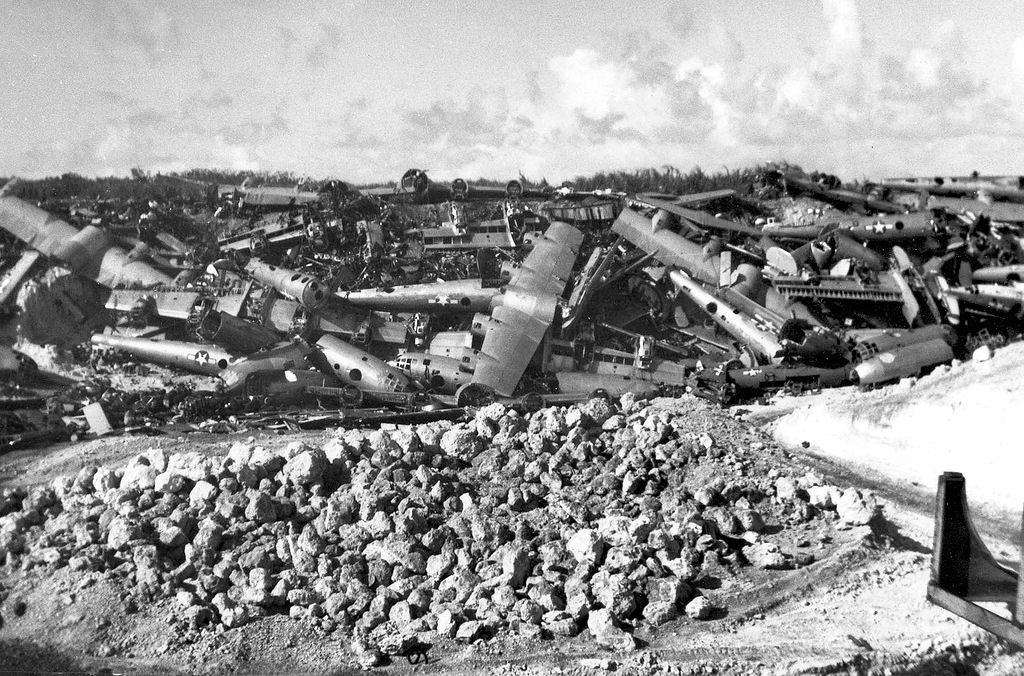
B-29-bommenwerpers liggen klaar om tot schroot verwerkt te worden (1946)

North Field was een luchtmachtbasis van  van de United States Army Air Forces in de Marianen. De basis was tussen 1944 en 1946 in gebruik en huisvestte de grootste bommenwerpervloot ooit. Na de Tweede Wereldoorlog werd de basis gesloten en werd het een toeristische attractie. In 2023 maakte de USAF bekend de basis weer in gebruik te nemen.
De basis was een van de bases van de 20e luchtmacht, die bombardementen uitvoerden op Japan. Vanaf de basis opereerden B-29 bommenwerpers die brandbommen op Japanse steden gooiden, zeemijnen voor de Japanse kust lieten vallen en de twee B-29’s die de atoombommen op Hiroshima en Nagasaki lieten vallen, kwamen van deze basis. 

## Geschiedenis
Gedurende de Eerste Wereldoorlog kreeg Japan Tinian en andere eilanden in de Marianen in handen. Op Tinian bouwden de Japanners een grote suikerplantage. Toen de Tweede Wereldoorlog uitbrak werd het eiland omgebouwd tot een militaire basis. Met behulp van 1200 gevangen bouwden de Japanners vier bases. De grootste basis (met een landingsbaan van 1463 meter) werd later North Field. De basis, toen bekend als Ushi Point Airfield was de thuisbasis van de 121e luchteenheid van de Keizerlijke Marine, die Nakajima C6N-1 patrouillevliegtuigen gebruikte. Toch bleef het eiland en de bases tot 1944 uit het strijdtoneel.
Halverwege 1944 kregen de Amerikanen oog op het eiland, vanwege de strategische ligging ten opzichte van Japan. Rond die tijd opereerden Boeing B-29 bommenwerpers vanuit China, wat inefficiënt was vanwege de afstanden. Nadat de Amerikanen steeds meer door Japan bezette eilanden aanvielen, werd het duidelijk dat Tinian ook aangevallen zou worden. De Japanners op het eiland slaagden erin om de Amerikanen te hinderen, maar op 24 juli 1944 vielen de Amerikanen het eiland aan. Eerst werd het eiland gebombardeerd door de Amerikaanse luchtmacht en vlak daarna landden Mariniers van de 4th Marine Division op het verwoeste eiland. Tegen 26 juli hadden de Amerikanen het eiland met de overleefde toestellen in handen.
Meteen werd het eiland overgedragen aan de U.S. Navy Construction Battalions (Seebees), die met 1500 man het eiland en de basis begonnen te repareren. De reparatie duurde 45 dagen en de Seebees werkten non-stop zelfs onder beschietingen van de Japanners. De Seebees herstelden de beschadigde landingsbaan en bouwden twee banen van elk 2438 meter. Daarnaast werden ook faciliteiten gebouwd. In 1945 werd de eerste baan verlengd en kwam er een vierde baan. De basis had nu vier parallel liggende banen van elk 2438 meter. Er werden ook parkeerplekken gemaakt voor 265 B-29 bommenwerpers. North Field was toen de grootste luchtmachtbasis van de wereld.

### 313th Bombardement Wing
De basis kwam in handen van de 20e luchtmacht, die er de 313th Bombardement Wing stationeerden. In december 1944 bestond de Wing uit de volgende eenheden: 
- 6th Bombardment Group (Circle R)
- 9th Bombardment Group (Circle X)
- 504th Bombardment Group (Circle E)
- 505th Bombardment Group (Circle W)
- 5th Photographic Reconnaissance Squadron

De landingsbanen kregen elk een letter toegewezen (A, B, C, D) en elke eenheid kreeg zijn eigen landingsbaan met parkeerplekken.
Eenmaal gestationeerd, begonnen de bommenwerpers missies uit te voeren op Chuuk, Iwo Jima en andere door Japan bezette eilanden. Later werden de missies uitgebreid met nacht bombardementen op lage hoogte en het leggen van zeemijnen in de Straat van Kanmon. In april 1945 werden bommenwerpers van de 313th wing ingezet bij de slag om Okinawa. De bommenwerpers vernietigden vliegvelden die door Japanse Kamikaze-piloten gebruikt werden. 
In mei 1945 werden bommenwerpers van de 509th Composite Group op de basis gestationeerd. De eenheid was afkomstig uit Utah en opereerde geheel zelfstandig vanuit de basis. De 509th Group voerde de atoombombardementen op Hiroshima en Nagasaki uit. In november dat jaar verhuisde de 509th naar New Mexico.
Na de overgave van Japan op 13 augustus 1945, begon de 313th wing met het droppen van voedsel en hulpmiddelen boven geallieerde krijgsgevangenen. Ook werden de toestellen gebruikt om te pronken boven Japan. In de maanden daarop verlieten de eenheden de basis of werden compleet opgeheven. Op 30 juni 1946 verhuisde de 313th Bombardement Wing naar de Filipijnen, waarmee de basis verlaten was. Op 30 maart 1947 werd de basis officieel gesloten.

### Na de sluiting
Na de oorlog had de basis geen nut meer, dus de Amerikanen verlieten het eiland. Ze lieten al hun voorraden achter voor de lokale bevolking, die er twee jaar van hebben kunnen leven. Zelfs defecte bommenwerpers bleven achter, die pas in de jaren 50 werden omgesmolten.

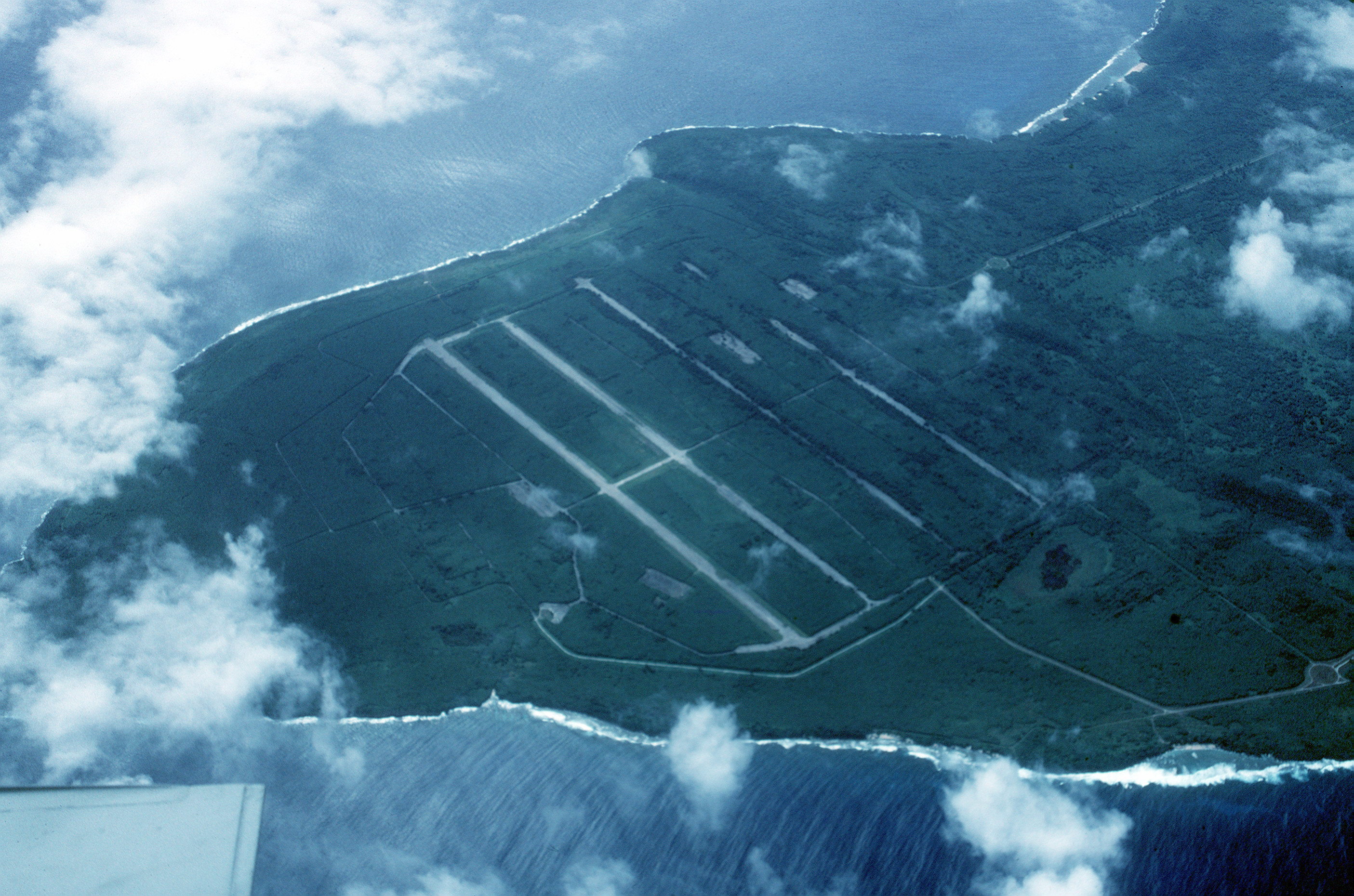
North Field in 1994

De omliggende natuur nam ‘bezit’ van de basis en binnen korte tijd stond de basis vol planten. De landingsbanen, die van vermalen koraal waren gemaakt bleven gedeeltelijk intact. 

## Renovatie en heropening

Een KC-130J Super Hercules op North Field. (2013)

In 2003 werd landingsbaan A (Able) schoongemaakt en aangepast om aan FAA eisen te voldoen. De basis werd door de Amerikanen gebruikt voor een oorlogssimulatie/oefening. De landingsbaan werd daarna een oefenterrein voor de kustwacht van Guam.
In 2013 werd landingsbaan B (Baker) gerenoveerd en landde er voor de tweede keer sinds de sluiting van de basis een vliegtuig op North Field. Een KC-130J Super Hercules van de Marine Corps landde op de basis tijdens een oefening.
In december 2023 maakte de USAF bekend dat de basis weer in gebruik genomen zal worden als reactie op de dreigingen van de Volksrepubliek China. Er wordt 74 miljoen Amerikaanse dollar voor uitgetrokken en de basis krijgt nieuwe landingsbanen, een nieuw platform, betere voorzieningen, brandstoftanks en een laad-en-losplek voor schepen en vrachtwagens. Op het platform moet er plaats komen voor 12 tot 16 transport- of tankvliegtuigen.